# Núi Poroshiri
Núi Poroshiri (幌尻岳 Poroshiri-dake) hay thỉnh thoảng Núi Horoshiri nằm trong dãy núi Hidaka, Hokkaidō, Nhật Bản. Đó là ngọn núi cao nhất trong dãy Hidaka, và là một trong 100 núi nổi tiếng Nhật Bản.

## Lộ trình leo núi

### Tiến trình Nukabira
Tiến trình Nukabira course (額平コ－ス) là lộ trình hai ngày.
Vào ngày đầu tiên, lái xe 35 km từ Furenai (振内) đến cổng Rindō (林道ゲート). Từ cổng đi bộ đường dài 5 km (2 giờ) đến đập Shusui (取水ダーム) trên sông Nukabira (額平川). Từ đập nước đi thêm 4 km (3 giờ) đến trạm núi Poroshiri (幌尻山荘 poroshiri-dake san-sou). Trạm được câu lạc bộ leo núi Biratori bảo quản và nằm 950 m trên mực nước biển.
Đến ngày thứ hai, tuyến đường leo 1.5 km (2 giờ) từ trạm núi đến Spring of Life (命の泉 inochi no izumi). Tuyến đường khác tiếp tục 2.5 km (2 giờ) dọc theo cánh đồng hoa núi trải dọc Bắc Cirque (北カール kita kāru) đến đỉnh núi. Tuyến đường sau đó quay về phía bắc và chạy 3 km (2 giờ) dọc theo Seven Pond Cirque (七つ沼カール nanatsu-numa-kāru) đến đỉnh núi Tottabetsu (1959m). Từ đó mất 1 km (30 phút) đi bộ đến núi Naka Tottabetsu. Tuyến đường sau đó xuống 3 km (2 giờ) đến trạm núi Poroshiri.

### Tiến trình sông Niikappu
Tiến trình sông Niikappu khởi đầu tại cổng Okuniikappu Hatsudensho (奥新冠発電所ゲート). Từ đó đường mòn tiến đến đập nước Okuniikappu (奥新冠ダーム), tạo thành hồ Poroshiri. Từ đập nước đường mòn đi đến một cabin khảo sát dọc theo sông Poroshiri và sau đó lên dãy núi trước khi lên đến đỉnh.